# Juan M. Obarrio
Juan M. Obarrio fue un médico argentino, destacado neurólogo y psiquiatra.

## Biografía
Juan M. Obarrio nació el 18 de mayo de 1878 en la ciudad de Buenos Aires, hijo del doctor Manuel Obarrio.
Se doctoró en 1902 en la Facultad de Medicina de la Universidad de Buenos Aires con una tesis titulada "Localizaciones medulares", que desarrolló  en el Hospicio de las Mercedes bajo la guía del doctor Christofredo Jakob y obtuvo el Premio Facultad.
Especializado en neurología y psiquiatría, en 1918 ocupó temporalmente la dirección del Instituto Frenopático, integró la Comisión de Asilos y Hospitales Regionales presidida por el doctor Domingo Cabred, impulsó la creación  de consultorios externos en el Hospital Nacional de Alienadas, trabajó desde su especialidad en el Hospital de Niños y fundó el servicio de Neurología y Psiquiatría del Hospital Rivadavia, siendo jefe del mismo en 1927. 
El 2 de agosto de 1929 se lo eligió para ocupar el sitial N°1 en la Academia Nacional de Medicina.
Ese mismo año impulsó la creación de una "Liga Argentina de Higiene Mental" y a esos efectos convocó a una reunión de los principales especialistas en la materia de la ciudad de Buenos Aires, quienes el 6 de diciembre de 1929 decidieron unánimemente fundarla eligiendo al doctor Gonzalo Bosch para presidirla.
Entre 1932 y 1938 estuvo al frente de la Asistencia Pública en la ciudad de Buenos Aires.
Fue también el primer director del Hospital de San Isidro, en el partido de ese nombre. Vecino el mismo durante muchos años fundó y dirigió los periódicos locales La Libertad y La Estampa, y junto a su amigo el doctor José María Pirán donó el primer local de la Biblioteca Popular de San Isidro. Con Pirán y Benjamín Nazar Anchorena fundó el 5 de febrero de 1910 el Club Náutico de San Isidro, siendo su primer vicepresidente.
Juan M. Obarrio falleció en Buenos Aires el 25 de mayo de 1958.
Durante su carrera se interesó en la medicina forense y llegó a presentar diversos proyectos legislativos sobre alienados y toxicómanos.
Escribió 112 ensayos sobre neurología entre los que destacan El tratamiento del hemibalismo, La enteroptosis como causa de la neuritis de los plexos lumbosacros y en general sus trabajos acerca de la enfermedad de Parkinson y de los tumores de la línea media cerebelosa. Los reflejos en el síndrome coreico llevan el nombre de reflejo de Morquio-Obarrio.
Escribió también alrededor de 50 trabajos en el área de la psiquiatría, destacándose los relacionados con el alcoholismo infantil.
El Hospital de Salud Mental "Juan M. Obarrio" en la Provincia de Tucumán lleva su nombre en calidad de homenaje.